# Киреев, Игорь Игоревич
Игорь Игоревич Киреев (род. 2 января 1964, Москва) — российский ученый и доктор биологических наук с обширным научным опытом в области структурной организации ядерных и цитоплазматических органелл клеток эукариот, профессор биологического факультета Московского государственного университета имени М. В. Ломоносова. В настоящее время занимает должность заведующего отделом электронной микроскопии в Научно-исследовательском институте физико-химической биологии имени А. Н. Белозерского.

## Биография

### Образование
- Московский государственный университет имени М. В. Ломоносова
  - Годы обучения: 1981—1986
  - Специалитет: Биологический факультет
- Стажировка
  - 2003 University of Illinois as Urbana-Champaign (США)
  - 2008 University of Illinois as Urbana-Champaign (США)
- Доктор биологических наук
  - Год защиты диссертации: 2012
  - Тема докторской диссертации: «Высшие уровни организации генетического аппарата эукариот и регуляция функциональной активности генома»

### Семья
- Жена — Наталья Николаевна Киреева, работает преподавателем на кафедре биохимии биологического факультета МГУ[2].
- Дети — Эллина, Роман, Александр.

### Результаты научной деятельности
- Общее количество научных работ: 148 статей, 25 тезисов докладов, 3 книги, 1 диссертация, 55 НИР, 5 руководств диссертациями, 38 дипломных работ, 12 курсовых работ, 31 учебный курс, 13 преподаваний курсов, 73 доклада на конференциях, 1 выступление в СМИ, 4 членства в редколлегиях журналов, 7 членства в программных комитетах, 3 членства в диссертационных советах, 10 оцениваний диссертаций, 2 стажировки.
- Количество цитирований статей: Web of Science — 977, Scopus — 1077[3].

### Академические обязанности
- Заведующий отделом электронной микроскопии Научно-исследовательского института физико-химической биологии.
- Преподавание курсов: «Электронная микроскопия в биологии», «Кариология», «Иммуноэлектронная микроскопия» и другие[4].

### Выступления в СМИ
18 апреля 2021 г. Жизнь замечательных идей. Секреты живой клетки («Культура»)